# منطقه مول-بائییر
منطقه مول-بائییر یکی از منطقه های استان ارتفاعات غربی واقع در کشور پاپوآ گینه نو می باشد. مرکز این منطقه بائییر است. چمعیت منطقه مطابق با سرشماری رسمی سال ۲۰۰۰ میلادی ۵۶٬۵۳۶ بوده است. این منطقه خود از ۳ فرمانداری محلی تشکیل می گردد که هر فرمانداری به منظور سهولت در امر آمارگیری خود به چند بخش تقسیم می شود.

## تقسیمات
این منطقه دارای ۳ فرمانداری محلی است که اسامی آن ها به شرح زیر است:
- فرمانداری محلی روستایی بائییر
- فرمانداری محلی روستایی لوموسا
- فرمانداری محلی روستایی مول